# Zambrana (kommunhuvudort)
Zambrana (baskiska: Zanbrana) är en kommunhuvudort i Spanien.   Den ligger i provinsen Araba / Álava och regionen Baskien, i den norra delen av landet, 260 km norr om huvudstaden Madrid. Zambrana ligger 457 meter över havet och antalet invånare är 367.
Terrängen runt Zambrana är kuperad åt sydost, men åt nordväst är den platt. Runt Zambrana är det ganska tätbefolkat, med 67 invånare per kvadratkilometer. Närmaste större samhälle är Miranda de Ebro, 6,2 km nordväst om Zambrana. Trakten runt Zambrana består till största delen av jordbruksmark.